# الحتانة
تقع قرية الحتانة بولاية نهر النيل شمال السودان، وهي ضمن قرى منطقة المحمية التي تقع جنوب مدينة الدامر وشمال مدينة شندي، والتي يحدها من الشمال قرى العالياب ومن الجنوب قرية جبل أم على، وتقع قرية الحتانة في منطقة ضيقة تنحصر بين نهر النيل وسلسلة من الجبال، يحدها من الشمال قرية المطمر ومن الجنوب قرية الكتواب، ومن الغرب شريط خط السكة حديد بجانب نهر النيل ومن الشرق سلسلة من الجبال، كل سكانها تنحدر أصولهم من قبيلة (الجعليون)، ضمن تصنيفات قبلية فرعية حيث يسكنها المسلماب والدراشاب والعمراب والنعيماب والأشيقراب والنقواب.
تأسست قرية الحتانة في العام 1937م من القرن الماضي، وكان ذلك بعد انتقال سكانها من (جزيرة جمرة) التي كانت تقع في وسط نهر النيل بقرية المحمية، ثم غمرها فيضان النيل فتعرضت للغرق، فانتقل جزء كبير من أهلها للعيش في منطقة الحتانة الحالية ويعتبر محمد سعد أول من بنى بيتا فيها (قلعة ود سعد).من اعلامها عثمان محمد دين وعبد الرحيم محمد دين، ومحمد احمد الفنقلن، عمر دراش، مصطفى حامد، مكي الشيخ على وعثمان حامد، وهناك عدة روايات مختلفة لتسمية القرية بهذا الاسم، فالبعض وصفه بأنه اسم يعنى الوادى أو مجرى المياه باللغة النوبية القديمة ولاتنطق بنفس النطق الحالى وبعضهم يقول انها تعنى حتة من الجنة والبعض يقول انها كانت منطقة لطمر الغلال وعندما تأتى الحوجة يبحثون عن المطمورة ويقولون (الحته هنا—الحته هنا) وبالترديد أصبحت (الحتانة).
يجدر بالذكر أن هناك قرية أخرى أكبر وأقدم بنفس الاسم داخل ولاية الخرطوم تابعة لمحلية كرري. تحدها شمالاً قرية المنارة وود البخيت وجنوباً خور شمبات الذي يفصل بينها وبين مدينة النيل، شرقاً يحدها نهر النيل وغرباً يحدها شارع الوادي الذي يمتد من وسط أم درمان إلى الكلية الحربية.
هذه القرية قديمة جداً وبها طابية من عهد المهدية، كبيرة دائرية الشكل أكبر من طابية أم درمان المشهورة، وقد تم تبنيها مؤخراً كواحدة من الآثار القومية.
الحتانة كانت قرية صغيرة يمتهن أهلها تربية الماشية ويبيعون حليب الأبقار إلى سكان مدينة أم درمان خاصة الثورات وأحياء العمدة وود نوباوي والركابية وحي المكي والملازمين وبيت المال وغيرها.ثم تغير هذا في فترة الثمانينات واستبدلت المواشي بسيارات النقل كوسيلة لكسب العيش.
تأسست بها أول مدرسة ابتدائية عام 1963م، وأول متوسطة عام 1983م وأول مدرسة ثانوية عام 1990م.
تغيرت القرية في عهد حكومة الإنقاذ وتوسعت ثم قسمت لجزئين الحتانة جنوب ويضم الحلة القديمة الحتانة شمال ويضم امتدادات جديدة.
كانت تدار قديماً على طريقة المشيخة، وآخر شيخ أو عمدة للحلة كان الحاج مصطفى الطيب.
أهل الحتانة القديمة كانوا يدينون بالولاء للسادة الختمية، لذلك كافأهم الحزب الاتحادي بادخال الكهرباء إلى القرية عام 1968م على يد النائب الاتحادي ميرغني حمزة.
بعد توسع الحتانة في فترة التسعينات وما بعدها سكن بها كثير من نجوم الفن نذكر منهم: الفنان أبو عركي البخيت، والفنان خليل إسماعيل، والفنان الأمين عبد الغفار، وسكن بها فترة بسيطة الموسيقار الكبير عبد الماجد خليفة، واشتهر من أبناء الحتانة القديمة في مجال الغناء ثنائي الحتانة وهم حاتم أبو زيد وأبو كساوي الطيب، وأيضاً معاوية ميرغني الذي تحول للمديح، ومن فنانيها المعروفين بها غير المشهورين خارجها محمد الصديق، وعماد أحمد يوسف، ويوجد غيرهم.أما شعراء فمنهم نور الدين خالد.
اكتسبت الحتانة أهمية أكثر بعد إنشاء كبري الحلفاية الحتانة في الفترة الأخيرة، وصاحب ذلك تمديد شارع النيل بأم درمان الذي يصلها بكل أحياء أم درمان القديمة مباشرة مثل أبي روف وود أرو وبيت المال والملازمين.